# Список наград и номинаций фильма «Звёздный путь»
«Звёздный путь» — американский научно-фантастический фильм 2009 года, созданный компаниями Spyglass Entertainment и Bad Robot Productions, распространяемый компанией Paramount Pictures. Сценарий фильма был написан Роберто Орси и Алексом Куртцманом. Продюсерами фильма были Деймон Линделоф и Джей Джей Абрамс, последний из которых также снял фильм. Это одиннадцатый фильм кинофраншизы «Звёздный путь», а также перезапуск, в котором участвуют главные герои оригинального телесериала «Звёздный путь», сыгранные новым составом. Фильм рассказывает о Джеймсе Т. Кирке (Крис Пайн) и Споке (Закари Куинто) на борту USS Энтерпрайз, где они сражаются с ромуланцами из будущего, которые угрожают Объединённой федерации планет, пытаясь отомстить.
После неожиданного публичного показа 6 апреля 2009 года в театре Alamo Drafthouse в Остине, штат Техас, мировая премьера состоялась в Сиднейском оперном театре в Сиднее, Австралия, 7 апреля 2009 года. Официальные показы в Соединенных Штатах начались 7 мая 2009 года в 7 часов вечера и принесли 4 миллиона долларов в день открытия и более 79 миллионов долларов к концу выходных. «Звёздный путь» завершил свой прокат[уточнить] в США 1 октября 2009 года с общей кассовой стоимостью, превышающей 257 миллионов долларов, что поставило его на седьмое место среди самых кассовых фильмов 2009 года после «Мальчишника в Вегасе». Общая стоимость фильма составила более 385 миллионов долларов при производственном бюджете в 150 миллионов долларов. Rotten Tomatoes, агрегатор обзоров, изучил 299 рецензий на фильм и оценил фильм на положительные 95 процентов.
«Звёздный путь» получил 32 награды из 110 номинаций, а работа над звуком и спецэффектами была отмечена рядом церемоний награждения, на которых они были представлены. Кроме того, актерский состав — в том числе Пайн, Куинто и Зои Салдана — также были признаны в индивидуальном порядке. Наибольший успех, полученный фильмом, был в премии Scream, где он получил шесть наград за одну церемонию из семнадцати номинаций. Среди номинаций, полученных фильмом, две были вручены на премии Британской академии, пять — в номинации Critics' Choice Movie Awards, четыре — в номинации People's Choice Awards и одиночные номинации как на премии Грэмми, так и на премии Гильдии сценаристов США. Фильм также был первым во франшизе «Звездного пути», получившим премию «Оскар», с победой Барни Бурмана, Минди Холл и Джоэла Харлоу в номинации «Лучший грим и причёски».

## Награды и номинации
| Награда                                                                                | Дата церемонии   | Категория                                                             | Получатели/Номинанты | Результат | Ссы.                 |
| -------------------------------------------------------------------------------------- | ---------------- | --------------------------------------------------------------------- | --- | --------- | -------------------- |
| Оскар                                                                                  | 7 марта 2010     | Лучший грим и причёски                                                | Барни Бурман, Минди Холл и Джоэл Харлоу | Победа    | [ 9 ]                |
| Оскар                                                                                  | 7 марта 2010     | Лучший звуковой монтаж                                                | Марк Стокингер и Алан Рэнкин | Номинация | [ 9 ]                |
| Оскар                                                                                  | 7 марта 2010     | Лучший звук                                                           | Анна Белмер, Энди Нельсон и Питер Дж. Девлин | Номинация | [ 9 ]                |
| Оскар                                                                                  | 7 марта 2010     | Лучшие визуальные эффекты                                             | Роджер Гайетт, Рассел Эрл, Пол Кэвэна и Берт Далтон | Номинация | [ 9 ]                |
| Премия Гильдии художников-постановщиков США                                            | 5 февраля 2010   | Лучший художник-постановщик — Фэнтези-фильм                           | Скотт Чамблисс | Номинация | [ 10 ] [ 11 ]        |
| ALMA                                                                                   | 17 сентября 2009 | Кино-актёр года                                                       | Клифтон Коллинз мл. | Номинация | [ 12 ] [ 13 ]        |
| ALMA                                                                                   | 17 сентября 2009 | Кино-актриса года                                                     | Зои Салдана | Номинация | [ 12 ] [ 13 ]        |
| ALMA                                                                                   | 17 сентября 2009 | Год за кулисами                                                       | Роберто Орси | Номинация | [ 12 ] [ 13 ]        |
| Премия Эдди Американской ассоциации монтажёров                                         | 14 февраля 2010  | Лучший монтаж в драматическом художественном фильме                   | Мэриэнн Брэндон, Мэри Джо Марки | Номинация | [ 14 ] [ 15 ]        |
| Премия Американского общества композиторов, авторов и издателей для кино и телевидения | 24 июня 2010     | Лучшие кассовые сборы в кино                                          | Майкл Джаккино | Победа    | [ 16 ]               |
| Artios Awards                                                                          | 2 ноября 2009    | Выдающиеся достижения в кастинге: большой бюджет — драма              | Эйприл Вебстер и Алисса Вайсберг | Победа    | [ 17 ] [ 18 ]        |
| Премия Ассоциации кинокритиков Остина                                                  | 15 декабря 2009  | Лучший фильм                                                          | Звёздный путь | Номинация | [ 19 ]               |
| Общество кинокритиков Бостона                                                          | 13 декабря 2009  | Лучший ансамбль актерского состава                                    | Звёздный путь | Победа    | [ 20 ]               |
| BAFTA                                                                                  | 17 сентября 2009 | Лучший звук                                                           | Анна Белмер, Бен Бёртт, Питер Дж. Девлин, Энди Нельсон, Марк Стоскингер | Номинация | [ 21 ] [ 22 ]        |
| BAFTA                                                                                  | 17 сентября 2009 | Лучшие визуальные эффекты                                             | Роджер Гайетт, Рассел Эрл, Пол Кэвэна и Берт Далтон | Номинация | [ 21 ] [ 22 ]        |
| Премия локаризаторов Калифорнии                                                        | 19 октября 2008  | Профессионал по локациям года                                         | Бекки Брак | Номинация | [ 23 ] [ 24 ]        |
| Премия локаризаторов Калифорнии                                                        | 19 октября 2008  | Помощник менеджера по локациям года                                   | Скотт Тримбл | Номинация | [ 23 ] [ 24 ]        |
| Премия локаризаторов Калифорнии                                                        | 19 октября 2008  | Помощник менеджера по локациям года                                   | Кэти МакКарди | Победа    | [ 23 ] [ 24 ]        |
| Премия общества звукозаписи в кино                                                     | 27 февраля 2010  | Выдающееся достижение в смешивании звука для кинофильмов              | Анна Белмер, Питер Дж. Девлин, Пол Месси, Энди Нельсон | Номинация | [ 25 ]               |
| Премия Гильдии художников по костюмам                                                  | 26 января 2010   | Превосходство в фэнтези-фильме                                        | Майкл Каплан | Номинация | [ 26 ]               |
| Critics' Choice Movie Award                                                            | 15 января 2010   | Лучший звук                                                           | Анна Белмер, Бен Бёртт, Питер Дж. Девлин, Дэвид Джаммарко, Пол Месси, Энди Нельсон, Алан Ранкин, Марк Стокингер | Номинация | [ 27 ]               |
| Critics' Choice Movie Award                                                            | 15 января 2010   | Лучшие визуальные эффекты                                             | Роджер Гайетт, Рассел Эрл, Пол Кэвэна и Берт Далтон | Номинация | [ 27 ]               |
| Critics' Choice Movie Award                                                            | 15 января 2010   | Лучший грим                                                           | Барни Бурман, Дебра Эс. Коулман, Минди Холл, Джоэл Харлоу | Номинация | [ 27 ]               |
| Critics' Choice Movie Award                                                            | 15 января 2010   | Лучший актерский состав                                               | Звёздный путь | Номинация | [ 27 ]               |
| Critics' Choice Movie Award                                                            | 15 января 2010   | Лучший экшн-фильм                                                     | Звёздный путь | Номинация | [ 27 ]               |
| Награды общества кинокритиков в Детройте                                               | 11 декабря 2009  | Лучший ансамбль                                                       | Звёздный путь | Номинация | [ 28 ]               |
| Награды общества кинокритиков в Детройте                                               | 11 декабря 2009  | Прорыв года                                                           | Крис Пайн | Номинация | [ 28 ]               |
| Империя                                                                                | 28 марта 2010    | Лучший фильм                                                          | Звёздный путь | Номинация | [ 29 ] [ 30 ]        |
| Империя                                                                                | 28 марта 2010    | Лучший режиссёр                                                       | Джей Джей Абрамс | Номинация | [ 29 ] [ 30 ]        |
| Империя                                                                                | 28 марта 2010    | Лучший научно-фантастический/фэнтезийный фильм                        | Звёздный путь | Победа    | [ 29 ] [ 30 ]        |
| Golden Reel Award                                                                      | 10 февраля 2010  | Лучший монтаж звука — музыка в художественном фильме                  | Рамиро Белгардт, Стивен М. Дэвис, Алекс Леви | Номинация | [ 31 ]               |
| Golden Reel Award                                                                      | 10 февраля 2010  | Лучший монтаж звука — звуковые эффекты и фоли в художественном фильме | Дэвид Барби, Бен Бёртт, Чарли Кампанья, Гарри Коэн, Скотт Мартин Гершин, Робин Харлан, Сара Монат, Гленн Т. Морган, Алан Ранкин, Джеффри Дж. Рубай, Энн Скибелли, Томас В. Смалл, Марк Стокингер, Тим Уолстон, Бен Уилкинс | Номинация | [ 31 ]               |
| Golden Reel Award                                                                      | 10 февраля 2010  | Лучший монтаж звука — диалог и ADR в художественном фильме            | Лора Р. Харрис, Даниэль С. Ирвин, Алан Ранкин, Марк Стокингер, Керри Дин Уильямс | Номинация | [ 31 ]               |
| Золотой трейлер                                                                        | 4 июня 2009      | Лучшее представление                                                  | Aspect Ratio, Paramount Pictures | Победа    | [ 32 ]               |
| Золотой трейлер                                                                        | 4 июня 2009      | Блокбастер лета 2009                                                  | Aspect Ratio, Paramount Pictures | Победа    | [ 32 ]               |
| Золотой трейлер                                                                        | 4 июня 2009      | Лучший ролик лета 2009                                                | Intralink Film, Paramount Pictures | Победа    | [ 32 ]               |
| Золотой трейлер                                                                        | 4 июня 2009      | Лучший постер летнего блокбастера 2009                                | BLT & Associates Inc., Paramount Pictures | Победа    | [ 32 ]               |
| Золотой трейлер                                                                        | 4 июня 2009      | Лучшая музыка                                                         | Aspect Ratio, Paramount Pictures | Номинация | [ 32 ]               |
| Грэмми                                                                                 | 31 января 2010   | Лучший саундтрек для визуальных медиа                                 | Майкл Джаккино | Номинация | [ 33 ]               |
| Голливудский кинофестиваль                                                             | 27 октября 2009  | Голливудская кино премия                                              | Звёздный путь | Победа    | [ 34 ]               |
| Премия союза Hollywood Post                                                            | 12 ноября 2009   | Лучший монтаж в художественном фильме                                 | Мэриэнн Брэндон и Мэри Джо Марки | Номинация | [ 35 ]               |
| Премия союза Hollywood Post                                                            | 12 ноября 2009   | Лучшее композирование в художественном фильме                         | Эдди Паскварелло, Грэди Кофер, Грег Солтер, Конни Фаузер | Номинация | [ 35 ]               |
| Хьюго                                                                                  | 5 сентября 2010  | Лучшая постановка — Крупная форма                                     | Джей Джей Абрамс, Алекс Куртцман, Роберто Орси | Номинация | [ 36 ] [ 37 ]        |
| Премия IFMCA                                                                           | 1 марта 2010     | Лучшая музыка за научно-фантастический/фэнтезийный фильм              | Майкл Джаккино | Победа    | [ 38 ]               |
| Премия IFMCA                                                                           | 1 марта 2010     | Кино музыка года                                                      | Майкл Джаккино | Номинация | [ 38 ]               |
| Премия IFMCA                                                                           | 1 марта 2010     | Музыкальная композиция года                                           | Майкл Джаккино за "Enterprising Young Men" | Номинация | [ 38 ]               |
| MTV Movie Awards                                                                       | 6 июня 2010      | Лучший прорыв года                                                    | Крис Пайн | Номинация | [ 39 ]               |
| MTV Movie Awards                                                                       | 6 июня 2010      | Лучший киногерой                                                      | Крис Пайн | Номинация | [ 39 ]               |
| National Board of Review Awards                                                        | 14 января 2009   | Лучшие десять фильмов                                                 | Звёздный путь | Победа    | [ 40 ] [ 41 ]        |
| Премия общества кинокритиков онлайн                                                    | 3 января 2010    | Лучшая музыка                                                         | Майкл Джаккино | Победа    | [ 42 ] [ 43 ]        |
| People’s Choice Awards                                                                 | 6 января 2010    | Любимый фильм                                                         | Звёздный путь | Номинация | [ 44 ]               |
| People’s Choice Awards                                                                 | 6 января 2010    | Любимый кино прорывной актер                                          | Крис Пайн | Номинация | [ 44 ]               |
| People’s Choice Awards                                                                 | 6 января 2010    | Любимый кино прорывной актер                                          | Закари Куинто | Номинация | [ 44 ]               |
| People’s Choice Awards                                                                 | 6 января 2010    | Любимая кино прорывная актриса                                        | Зои Салдана | Номинация | [ 44 ]               |
| Премия Гильдии продюсеров США                                                          | 24 января 2010   | Лучший театральный фильм                                              | Джей Джей Абрамс, Деймон Линделоф | Номинация | [ 45 ]               |
| Спутник                                                                                | 19 декабря 2010  | Лучший общий Blu-ray диск                                             | Звёздный путь | Победа    | [ 46 ]               |
| Сатурн                                                                                 | 24 июня 2010     | Лучший научно-фантастический фильм                                    | Звёздный путь | Номинация | [ 47 ] [ 48 ]        |
| Сатурн                                                                                 | 24 июня 2010     | Лучший режиссуру                                                      | Джей Джей Абрамс | Номинация | [ 47 ] [ 48 ]        |
| Сатурн                                                                                 | 24 июня 2010     | Лучший сценарий                                                       | Алекс Куртцман, Роберто Орси | Номинация | [ 47 ] [ 48 ]        |
| Сатурн                                                                                 | 24 июня 2010     | Лучшая работа художника-постановщика                                  | Скотт Чамблисс | Номинация | [ 47 ] [ 48 ]        |
| Сатурн                                                                                 | 24 июня 2010     | Лучшие спецэффекты                                                    | Роджер Гайетт, Рассел Эрл, Пол Кэвэна и Берт Далтон | Номинация | [ 47 ] [ 48 ]        |
| Сатурн                                                                                 | 24 июня 2010     | Лучший грим                                                           | Барни Бурман, Минди Холл и Джоэл Харлоу | Победа    | [ 47 ] [ 48 ]        |
| Сатурн                                                                                 | 24 июня 2010     | Премия имени Джорджа Пала                                             | Алекс Куртцман, Роберто Орси | Победа    | [ 47 ] [ 48 ]        |
| Премия Scream                                                                          | 17 октября 2009  | The Ultimate Scream                                                   | Звёздный путь | Победа    | [ 49 ] [ 50 ]        |
| Премия Scream                                                                          | 17 октября 2009  | Лучший научно-фантастический фильм                                    | Звёздный путь | Победа    | [ 49 ] [ 50 ]        |
| Премия Scream                                                                          | 17 октября 2009  | Лучшая актриса научной фантастики                                     | Зои Салдана | Номинация | [ 49 ] [ 50 ]        |
| Премия Scream                                                                          | 17 октября 2009  | Лучший актер научной фантастики                                       | Закари Куинто | Номинация | [ 49 ] [ 50 ]        |
| Премия Scream                                                                          | 17 октября 2009  | Лучший актер научной фантастики                                       | Крис Пайн | Победа    | [ 49 ] [ 50 ]        |
| Премия Scream                                                                          | 17 октября 2009  | Лучший актер второго плана                                            | Саймон Пегг | Номинация | [ 49 ] [ 50 ]        |
| Премия Scream                                                                          | 17 октября 2009  | Лучший актер второго плана                                            | Леонард Нимой | Номинация | [ 49 ] [ 50 ]        |
| Премия Scream                                                                          | 17 октября 2009  | Женский прорыв года                                                   | Зои Салдана | Номинация | [ 49 ] [ 50 ]        |
| Премия Scream                                                                          | 17 октября 2009  | Мужской прорыв года                                                   | Крис Пайн | Номинация | [ 49 ] [ 50 ]        |
| Премия Scream                                                                          | 17 октября 2009  | Лучший ансамбль                                                       | Звёздный путь | Номинация | [ 49 ] [ 50 ]        |
| Премия Scream                                                                          | 17 октября 2009  | Лучшее камео                                                          | Вайнона Райдер | Победа    | [ 49 ] [ 50 ]        |
| Премия Scream                                                                          | 17 октября 2009  | Лучший режиссер                                                       | Джей Джей Абрамс | Победа    | [ 49 ] [ 50 ]        |
| Премия Scream                                                                          | 17 октября 2009  | Best F/X                                                              | Звёздный путь | Номинация | [ 49 ] [ 50 ]        |
| Премия Scream                                                                          | 17 октября 2009  | Лучший злодей                                                         | Эрик Бана | Номинация | [ 49 ] [ 50 ]        |
| Премия Scream                                                                          | 17 октября 2009  | Лучший сценарий                                                       | Алекс Куртцман, Роберто Орси | Номинация | [ 49 ] [ 50 ]        |
| Премия Scream                                                                          | 17 октября 2009  | Holy S***! сцена года                                                 | Space Dive Onto Orbital Drill | Номинация | [ 49 ] [ 50 ]        |
| Премия Scream                                                                          | 17 октября 2009  | Боевая сцена года                                                     | Кирк против Спока | Победа    | [ 49 ] [ 50 ]        |
| Премия Гильдии киноактёров США                                                         | 23 января 2010   | Лучший каскадёрский ансамбль в игровом кино                           | Роберт Алонзо, Даниэль Арриас, Сала Бейкер, Стив Блалок, Джои Бокс, Бен Брей, Марк Чедвик, Илрам Чой, Зак Дюам, Питер Эпштейн, Джереми Фицджеральд, Терри Джексон, Крейг Дженсен, Пол Лаковара, Роб Марс, Майк Масса, Хайди Манимейкер Майк Мукатис, Кортни Мунк, Кимберли Мерфи, Крис Палермо, Джим Палмер, Эдди Перес, Дэн Плам, Дамион Пуатье, Сьюзан Пурхизер, Майк Снайдер, Деннис Скотт, Крис Торрес, Кристина Уэтерсби, Вебстер Уинери, мл., Маркус Янг | Победа    | [ 51 ]               |
| SFX Awards                                                                             | 6 февраля 2010   | Лучший фильм                                                          | Звёздный путь | Номинация | [ 52 ] [ 53 ] [ 54 ] |
| SFX Awards                                                                             | 6 февраля 2010   | Лучший актёр                                                          | Закари Куинто | Номинация | [ 52 ] [ 53 ] [ 54 ] |
| SFX Awards                                                                             | 6 февраля 2010   | Лучший режиссер                                                       | Джей Джей Абрамс | Победа    | [ 52 ] [ 53 ] [ 54 ] |
| Премия Ассоциации кинокритиков Сент-Луиса                                              | 21 декабря 2009  | Лучшие визуальные эффекты                                             | Роджер Гайетт, Рассел Эрл, Пол Кэвэна и Берт Далтон | Номинация | [ 55 ]               |
| Премия Taurus World Stunt                                                              | 15 мая 2010      | Лучший огонь                                                          | Марк Чедвик | Номинация | [ 56 ] [ 57 ] [ 58 ] |
| Премия Taurus World Stunt                                                              | 15 мая 2010      | Лучшая интенсивная работа                                             | Даниэль Арриас, Илрам Чой, Пол Лаковара, Майк Масса, Энтони Р. Молинари | Номинация | [ 56 ] [ 57 ] [ 58 ] |
| Премия Taurus World Stunt                                                              | 15 мая 2010      | Лучший специальный трюк                                               | Пол Лаковара, Майк Масса | Номинация | [ 56 ] [ 57 ] [ 58 ] |
| Премия Taurus World Stunt                                                              | 15 мая 2010      | Хард Хит                                                              | Энтони Р. Молинари | Номинация | [ 56 ] [ 57 ] [ 58 ] |
| Премия Taurus World Stunt                                                              | 15 мая 2010      | Лучшая координация действий каскадеров и/или 2-й блок                 | Джои Бокс, Терри Джексон | Номинация | [ 56 ] [ 57 ] [ 58 ] |
| Teen Choice Awards                                                                     | 9 августа 2009   | Выбор киноактрисы: Экшн                                               | Зои Салдана | Номинация | [ 59 ]               |
| Teen Choice Awards                                                                     | 9 августа 2009   | Выбор фильма: Rumble                                                  | Крис Пайн, Закари Куинто | Номинация | [ 59 ]               |
| Teen Choice Awards                                                                     | 9 августа 2009   | Выбор Летнего Кино: Экшн                                              | Звёздный путь | Номинация | [ 59 ]               |
| Teen Choice Awards                                                                     | 9 августа 2009   | Выбор кинозлодея                                                      | Эрик Бана | Номинация | [ 59 ]               |
| Teen Choice Awards                                                                     | 9 августа 2009   | Выбор экшнфильма                                                      | Звёздный путь | Номинация | [ 59 ]               |
| Teen Choice Awards                                                                     | 9 августа 2009   | Выбор фильма: Male Fresh Face                                         | Крис Пайн | Номинация | [ 59 ]               |
| Общество специалистов по визуальным эффектам                                           | 10 февраля 2010  | Лучшие визуальные эффекты в управлении визуальными эффектами в кино   | Берт Далтон, Рассел Эрл, Роджер Гайетт, Шари Хэнсон | Номинация | [ 60 ]               |
| Общество специалистов по визуальным эффектам                                           | 10 февраля 2010  | Лучшие матовые картины в художественном фильме                        | Бретт Норткат, Шейн Робертс, Масахико Тани, Дэн Уитон | Номинация | [ 60 ]               |
| Премия Ассоциации кинокритиков Вашингтона, округ Колумбия                              | 7 декабря 2009   | Лучший ансамбль                                                       | Звёздный путь | Номинация | [ 61 ]               |
| Премия Ассоциации кинокритиков Вашингтона, округ Колумбия                              | 7 декабря 2009   | Лучшее художественное направление                                     | Скотт Чамблисс, Карен Манти | Номинация | [ 61 ]               |
| Премия World Soundtrack                                                                | 17 октября 2009  | Саундтрек-композитор года                                             | Майкл Джаккино | Номинация | [ 62 ] [ 63 ]        |
| Премия Гильдии сценаристов США                                                         | 20 февраля 2010  | Лучший адаптированный сценарий                                        | Алекс Куртцман, Роберто Орси | Номинация | [ 64 ]               |